# Portal (Geórgia)
Portal é uma cidade  localizada no estado americano de Geórgia, no Condado de Bulloch.

## Demografia
Segundo o censo americano de 2000, a sua população era de 597 habitantes.
Em 2006, foi estimada uma população de 595, um decréscimo de 2 (-0.3%).

## Geografia
De acordo com o United States Census Bureau a cidade tem uma área de 4,6 km², dos quais 4,5 km² estão cobertos por terra e 0,1 km² cobertos por água. Portal localiza-se a aproximadamente 82 m  acima do nível do mar.

## Localidades na vizinhança
O diagrama seguinte representa as localidades num raio de 20 km ao redor de Portal.